# La Bâtie-Neuve
 La Bâtie-Neuve  es una población y comuna francesa, en la región de Provenza-Alpes-Costa Azul, departamento de Altos Alpes, en el distrito de Gap y cantón de La Bâtie-Neuve.

## Demografía
| 528 | 510 | 627 | 837 | 1327 | 1687 |
| Para los censos de 1962 a 1999 la población legal corresponde a la población sin duplicidades (Fuente: INSEE [Consultar]) |     |     |     |      |      |